# Eleonora Gonzaga (1598–1655)

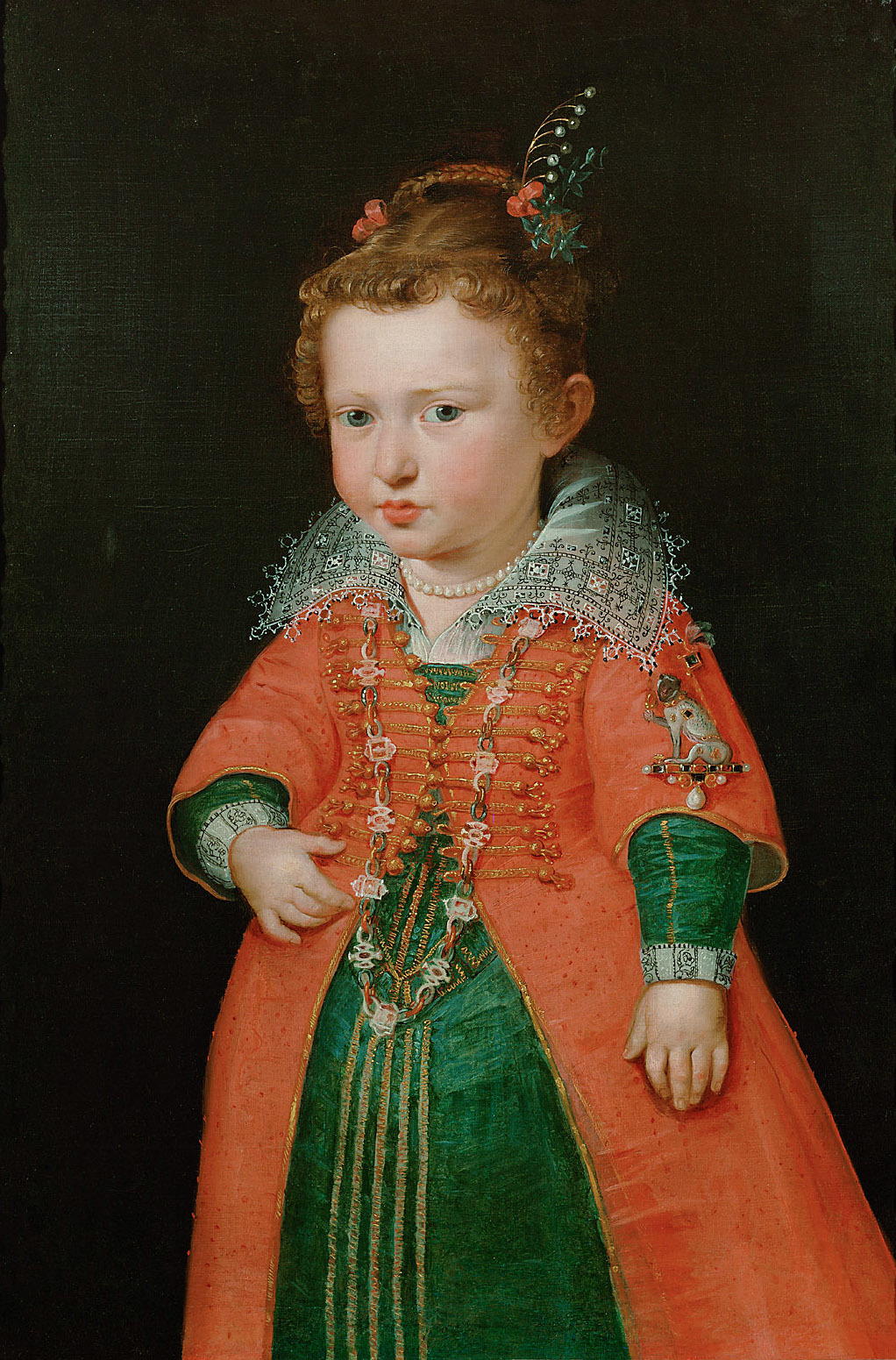
Eleonora jako dziecko, obraz prawdopodobnie pędzla Rubensa

Eleonora Gonzaga (ur. 23 września 1598 w Mantui, zm. 27 czerwca 1655 w Wiedniu) – cesarzowa, królowa Czech i Węgier, córka księcia Mantui Wincentego I Gonzagi i Eleonory, córki wielkiego księcia Toskanii Franciszka I Medyceusza.
4 lutego 1622 r. w Innsbrucku poślubiła cesarza Ferdynanda II Habsburga (9 lipca 1578 – 15 lutego 1637), syna arcyksięcia Karola Styryjskiego i Marii Anny,jego siostrzenicy, która była córką księcia Bawarii Albrechta V Wittelsbacha i Anny Habsburg. Para nie miała dzieci, ale Eleonora była macochą dla dzieci Ferdynanda z jego pierwszego małżeństwa.
Ufundowała klasztory karmelitów w Grazu i Wiedniu.
| 4. Wilhelm I Gonzaga      |  |                        |  |  |             |
|                           |  | 2. Wincenty I Gonzaga  |  |  |             |
| 5. Eleonora Habsburżanka  |  |                        |  |  |             |
|                           |  |                        |  |  | 1. Eleonora |
| 6. Franciszek I Medyceusz |  |                        |  |  |             |
|                           |  | 3. Eleonora Medycejska |  |  |             |
| 7. Joanna Habsburg        |  |                        |  |  |             |
|                           |  |                        |  |  |             |